# Laura Sadis
Laura Sadis, née le 11 mars 1961 à Bellinzone (originaire de Lugano), est une personnalité politique suisse, membre du Parti libéral-radical (PLR). Elle est députée du canton du Tessin au Conseil national de décembre 2003 à juin 2007 et de septembre 1978 à novembre 1979.

## Biographie
Laura Sadis naît le 11 mars 1961 à Bellinzone. Elle est originaire d'une autre commune tessinoise, Lugano, où elle passe son enfance. Elle est issue d'une grande famille politique. Son père, Ugo Sadis, siège au gouvernement tessinois de 1971 à 1983,.
Elle grandit à Lugano. Elle obtient une licence d'économie à l'Université de Zurich en 1985, puis un diplôme d'experte fiscale. Elle travaille ensuite comme consultante. Elle siège de 2007 à 2015 au Conseil de banque de la Banque nationale suisse,.
Célibataire et sans enfants, elle est en couple avec le député tessinois Jacques Ducry, tour à tour membre du PLR et du Parti socialiste,,.

## Parcours politique
En 1988, elle est élue au Conseil communal (législatif) de Lugano, puis en 1995 au Grand Conseil du canton du Tessin, où elle est membre des commissions de gestion et des finances et préside le groupe radical de 1999 à 2003.
Elle est élue en 2003 au Conseil national, permettant à son parti de gagner un siège. Elle est membre de la Commission de la science, de l'éducation et de la culture (CSEC).
Le 1er avril 2007, elle est élue en troisième position au Conseil d'État du canton du Tessin, où elle remplace Marina Masoni à la tête du département des finances et de l'économie. Elle préside le gouvernement en 2011-2012. Réélue le 10 avril 2011, à nouveau en troisième position, elle crée la surprise en ne se représentant pas au terme de son second mandat,, malgré le soutien populaire dont elle bénéficie et un bon bilan. Cible de la Lega durant ses mandats, elle estime que son parti ne la soutient pas assez et dénonce le climat politique malsain dans son canton.
En 2017, elle est évoquée comme candidate potentielle à la succession de Didier Burkhalter au Conseil fédéral, après avoir déjà été approchée en 2009 lors de la succession de Pascal Couchepin,. Elle se met à la disposition de son parti cantonal, mais celui-ci retient une candidature unique du canton pour le poste, celle d'Ignazio Cassis.

### Positionnement politique
Consensuelle, elle est qualifiée de libérale-radicale humaniste, plus radicale que libérale, dans le sillage de Didier Burkhalter. Selon la NZZ, elle affichait une position centriste en 2015. Elle est europhile et membre du Nouveau mouvement européen suisse,.